# Бахтуров, Павел Васильевич
Па́вел Васи́льевич Ба́хтуров (1889, станица Качалинская, Область Войска Донского — 1920, район хуторов Морозов и Поздняков, Таврическая губерния) — комиссар дивизии РККА во время Гражданской войны на юге России.

## Биография
Родился в станице Качалинской Второго Донского округа области Войска Донского (ныне Иловлинского района Волгоградской области) в семье казака-середняка. После церковноприходской окончил пятиклассную казенную школу с похвальным свидетельством. Учительствовал в родной станице.
В I Мировую войну мобилизован, воевал. После Февральской революции был делегатом от рядового казачества на первом Войсковом круге в Новочеркасске. С 1918 года член РКП(б).
Участвовал в установлении советской власти на Дону, возглавлял станичный ревком. Участвовал в подавлении мятежа, поднятого генералом А. М. Калединым. После того, как область Войска Донского была очищена от большевиков, в начале 1919 года присоединился к конному отряду С. М. Будённого, совершавшему рейд по тылам казаков. С лета 1919 года комиссар 3-й бригады 4-й кавалерийской дивизии, с ноября 1919 года комиссар 6-й кавалерийской дивизии  (в обоих случаях командир — С. Тимошенко), с августа 1920 года — комиссар 11-й кавалерийской дивизии (в составе 1-й Конной армии).
В ходе боев около Агаймана Таврической губернии 11-я и 6-я кавдивизии столкнулись с конным корпусом генерала И. Барбовича, усиленным пехотой, бронеавтомобилями и артиллерией. 31 октября 1920, ведя дивизию в контратаку, П. Бахтуров был смертельно ранен. В том же бою погиб и начальник дивизии Ф. М. Морозов.
Бахтуров П. В. похоронен на северо-восточной окраине станицы Качалинской.
П. Бахтуров является автором стихотворения «Конница лихая».
В честь П. В. Бахтурова названа улицы в городе Волгограде и станице Качалинской.

## Награды
- Орден Красного Знамени (25.07.1920)